# Wadim Walerjewitsch Ulischow
Wadim Walerjewitsch Ulischow (russisch Вадим Валерьевич Улижов; * 18. Dezember 1977) ist ein russischer Leichtathlet im Langstrecken- sowie Marathonlauf und Sommerbiathlet in der Disziplin Crosslauf. Er ist derzeit von World Athletics gesperrt.

## Sportliche Laufbahn
Wadim Ulischow aus Murmansk gewann bei den Sommerbiathlon-Europameisterschaften 2008 in Bansko hinter seinem Landsmann Alexander Katschanowski die Silbermedaille im Massenstartrennen. Ein Jahr später erreichte er bei der EM in Nové Město na Moravě erneut gute Resultate. Im Sprint lief er auf den siebten Platz, im Verfolgungsrennen konnte er sich bis auf den fünften Platz verbessern. Anschließend nahm er an den Sommerbiathlon-Weltmeisterschaften 2009 in Oberhof, wo er 13. im Sprint wurde und im Verfolgungsrennen als Achter ins Ziel kam. 2009 wurde er russischer Meister im Biathlon-Cross über 4 km. Sein Biathlontrainer ist der frühere Weltmeister Pjotr Miloradow.
Im Januar 2009 gewann Ulischow wie 2008 den Weihnachts-Halbmarathon in Omsk und kurz darauf überlegen in Sankt Petersburg über die doppelte Strecke in 2:26:21 Stunden. Erneut siegreich, damit das vierte Jahr in Folge, war er in St. Petersburg im Jahr 2010, als er die Strecke in 2:33:02 Stunden zurücklegte. 2008 hatte 2:28:33 Stunden benötigt. Die Auszeichnung Meister des Sports erhielt er für seine Leistungen in der Leichtathletik.

## Doping
Wegen Verstoßes gegen Artikel 2.1 (verbotene Wirkstoffe) der Anti-Doping Regeln wurde Ulischow von der unabhängigen Integritätskommission (AIU) des Leichtathletikweltverbandes World Athletics 2020 für vier Jahre bis 3. Februar 2024 gesperrt.